# Gilles Aycelin de Montaigut
Il a existé un autre Gilles Aycelin de Montaigu, au XIIIe siècle
Gilles Aycelin de Montaigut est membre de la famille auvergnate  des Aycelin de Montaigut.

## Biographie

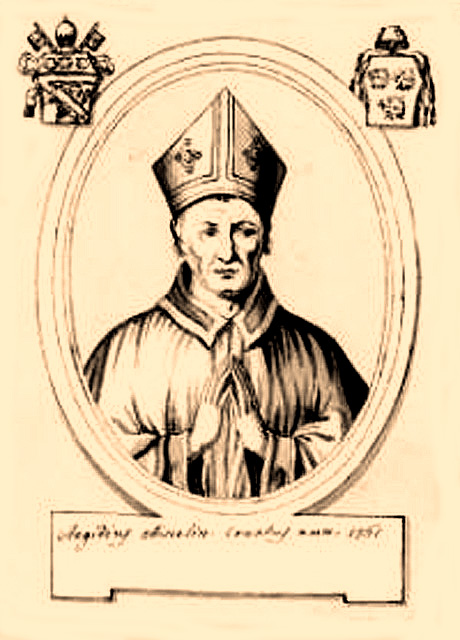
Gilles Aycelin de Montaigut

Né dans les premières années du XIVe siècle, il fut d’abord évêque de Lavaur (1357-1360), puis évêque de Thérouanne (1361-1368), évêque de Tusculum (Frascati) (1368-1378) et cardinal au titre des Saints-Sylvestre-et-Martin (Basilica dei Santi Silvestro e Martino ai Monti) à Rome (1361 -1368).
Gilles Aycelin assista en 1356 à la désastreuse bataille de Poitiers et suivit le roi  Jean II le Bon  en Angleterre avec le  titre de chancelier. En mai 1358, il fut envoyé spécialement de Londres par le roi Jean II pour diriger le conseil de son fils le comte de Poitiers Jean Ier de Berry "le Magnifique". Le 24 juin 1360, il assista à Carcassonne au mariage du comte de Poitiers avec Jeanne, fille de Jean Ier d'Armagnac, morte en 1388.
Jean II le Bon obtint pour lui la pourpre romaine, du pape Innocent VI  en 1361. En 1366, il fut nommé par le pape Urbain V l'un des commissaires chargés de réformer l'université de Paris. En 1377, il fut envoyé en Espagne pour réconcilier le roi d'Aragon avec le duc d'Anjou.
Sur la fin de sa vie, il se retira à Avignon, où il résidait à la livrée de Cambrai, aujourd'hui Musée Calvet. Il y mourut le 5 décembre 1378.